# Old Faithful

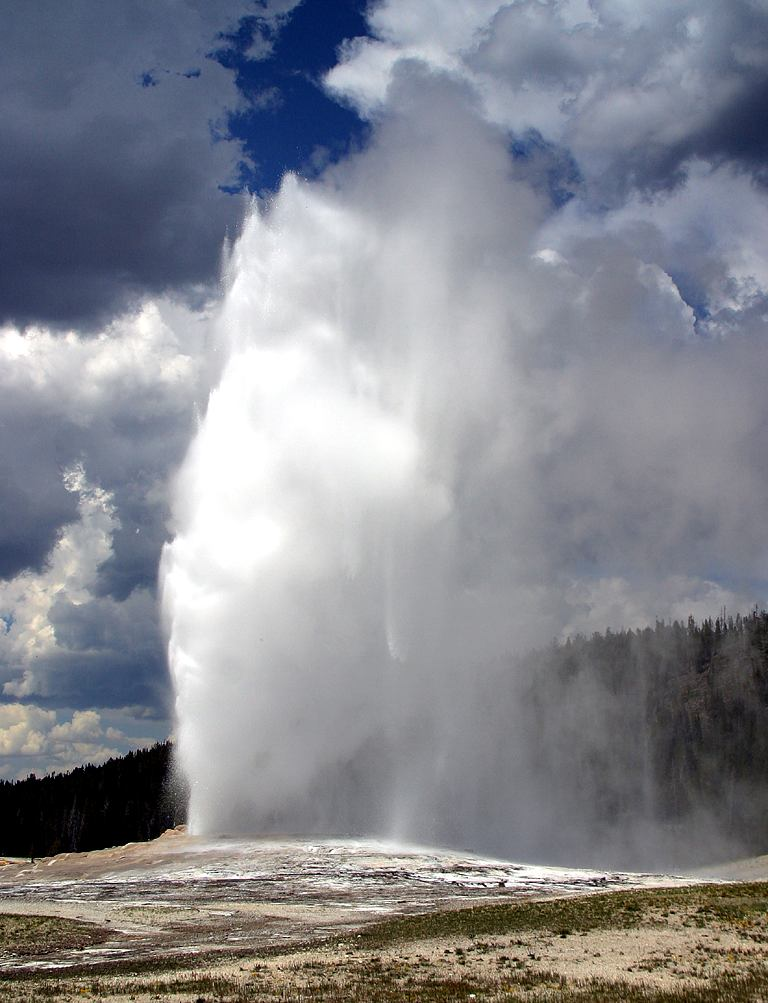
Old Faithful Geyser

Old Faithful è il nome con cui è noto uno dei geyser più famosi al mondo, situato nel Parco nazionale di Yellowstone, nello stato del Wyoming.

## Storia e descrizione
Il nome "Old Faithful", traducibile come "Vecchio Fedele", gli fu assegnato nel 1870 dalla spedizione Washburn-Langford-Doane, e fu il primo geyser del parco a ricevere un nome.
Le sue eruzioni durano dal minuto e mezzo fino ai cinque minuti a intervalli di 65-92 minuti, arrivando a sparare getti d'acqua bollente alti tra i 30 e i 55 metri con un volume d'acqua variabile tra 14.000 e 32.000 litri. L'altezza media di un'eruzione è di 44 metri. Sono state registrate negli anni più di 137.000 eruzioni. Nel 1938 Harry M. Woodward per primo descrisse una relazione matematica tra la durata e l'intervallo temporale tra le eruzioni. Old Faithful non è tuttavia il più alto o il più grande geyser nel parco. Questo primato spetta invece allo Steamboat Geyser.
Nel corso degli anni la lunghezza degli intervalli è aumentata, probabilmente a causa di terremoti che hanno interessato le falde acquifere sotterranee.
Queste alterazioni hanno reso imprecisa la suddetta relazione matematica, ma hanno di fatto reso più prevedibile l'Old Faithful.

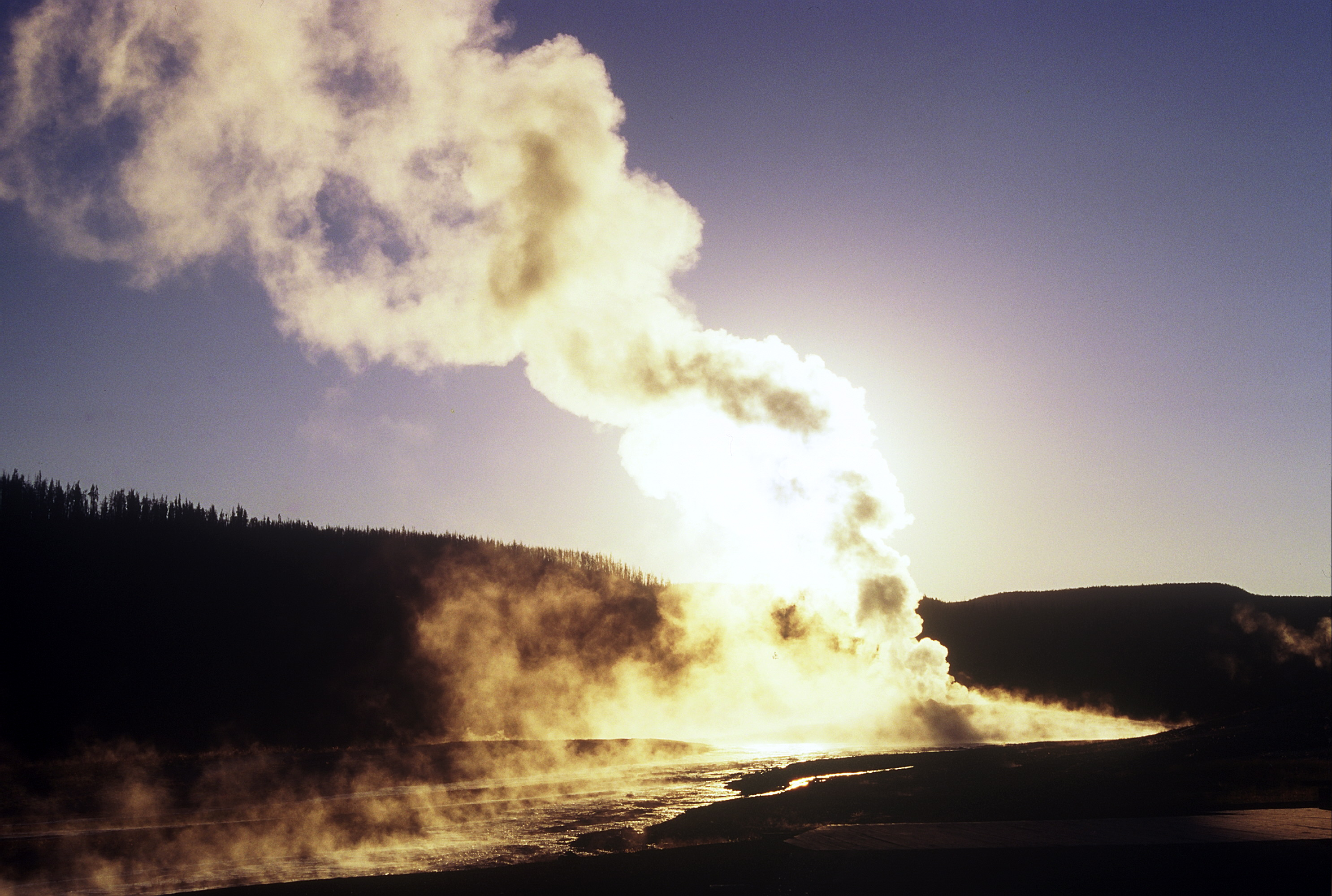
Il sole sorge dietro l'Old Faithful.

Con un margine di errore di 10 minuti, il geyser erutta 65 minuti dopo un'eruzione durata meno di 2 minuti e mezzo o 92 minuti dopo un'eruzione di durata maggiore dei 2 minuti e mezzo.
L'affidabilità dell'Old Faithful può essere attribuita al fatto che esso non è collegato con nessun altro fenomeno termale dell'Upper Geyser Basin.
Tra il 1983 e il 1994 quattro sonde contenenti dispositivi di misurazione di pressione e temperatura furono calate all'interno dell'Old Faithful a una profondità di 22 metri. La temperatura dell'acqua a questa profondità era di 118 °C, la stessa misurata nel 1942. Altre sonde video furono calate alla profondità di 13 metri per osservare la conformazione del serbatoio e i processi che vi avvenivano. Furono osservati tra l'altro la formazione di nebbia causata dall'incontro tra l'aria fredda proveniente dall'alto con aria calda dal basso e il processo di ricarica dell'acqua nel serbatoio, la sua espansione dal basso fino alla formazione del vapore con temperature misurate fino 129 °C.
Nei pressi del geyser è presente l'Old Faithful Inn.